# مات إيفري
مات إيفري (بالإنجليزية: Matt Every)‏ هو لاعب غولف أمريكي، ولد في 4 ديسمبر 1983 في دايتونا بيتش في الولايات المتحدة.

## وصلات خارجية
- الموقع الرسمي
- مات إيفري على موقع رابطة لاعبي الغولف المحترفين (الإنجليزية)
- مات إيفري على موقع التصنيف العالمي الرسمي للغولف (الإنجليزية)